# Lorenz Wydeman
Lorenz Wydeman (* um 1517 in Königsberg in der Neumark; † August 1590 ebenda) war ein deutscher Hochschul- und Gymnasiallehrer des 16. Jahrhunderts.

## Leben
Ab dem Wintersemester 1534/35 Studium in Wittenberg. Wahrscheinlich beteiligt am Umzug der Wittenberger Universität nach Jena wegen der Pest im Sommer 1535 in Wittenberg. Ab Frühjahr 1540 an der 1539 von Herzog Philipp I. von Pommern erneuerten Universität Greifswald immatrikuliert, vermutlich aber schon als Wittenberger Bakkalaureat. Am 9. Januar 1550 Promotion zum Magister in Greifswald, ab 16. Januar 1552 öffentlicher Professor der Philosophie der Universität Greifswald als Nachfolger von Sigismund Schörckel, wohl bis 1556 tätig. 1559 designierter erster Rektor des Gymnasiums Stralsund bei dessen Gründung 1560. Am 20. April 1560 wurde er durch den Bürgermeister Nikolaus Gentzkow mit einer lateinischen Rede in sein neues Amt eingeführt. Amtsenthebung 1562 durch den Rat der Stadt Stralsund zugunsten seines Nachfolgers Nicolaus Strokrantz. 1564–1579 Conrektor der Schule seiner Heimatstadt Königsberg in der Neumark, ab 1579 deren Rektor bis 1586.